# Mauritz Johansson
Pour les articles homonymes, voir Johansson.
Mauritz Johansson, né le 19 mars 1881 à Bottnaryd (Suède) et mort le 7 octobre 1966 à Lidingö (Suède), est un tireur sportif suédois.

## Palmarès
- Jeux olympiques d'été de 1924 à Paris :
  -  Médaille d'argent au tir au cerf courant coup simple à 100 m par équipes.
  -  Médaille de bronze au tir au cerf courant coup double à 100 m par équipes.